# Johan Renvall
Bengt Erik Johan Renvall (Stoccolma, 22 settembre 1959 – New York, 24 agosto 2015) è stato un ballerino e coreografo svedese.

## Biografia
Johan Renvall si avvicinò alla danza attraverso il pattinaggio artistico e iniziò a seguire corsi di danza classica solo per raffinare la sua tecnica sul ghiaccio. Nel 1971 fu ammesso alla Scuola del Balletto Reale Svedese, dove studiò per sei anni. Al termine degli studi si unì al corps de ballet del Balletto Reale Svedese e nella sua prima stagione con la compagnia danzò nel ruolo eponimo ne Il figliol prodigo di Ivo Cramér, Superboy di Walter Burke e nel Romeo e Giulietta di Kenneth MacMillan. Molto apprezzato per il virtuosismo tecnico e le doti liriche, nel 1978 fu scritturato dall'American Ballet Theatre, con cui danzò per diciotto anni, nove dei quali come primo ballerino.
Dopo due anni nel corps de ballet, nel 1980 fu promosso a solista e danzò il ruolo dell'Idolo di bronzo ne La Bayadère, accanto a Natalija Romanovna Makarova. Il ruolo, che avrebbe continuato a danzare nei maggiori teatri del mondo, gli valse un enorme successo di pubblico e critica, tanto da apparire anche sulla copertina di Dance Magazine nel settembre dello stesso anno. Nel 1987 fu proclamato primo ballerino della compagnia. Per quanto la sua altezza modesta (170 cm) gli impedì di danzare alcuni dei grandi ruoli classici del XIX secolo, si fece apprezzare nei ruoli dei protagonisti maschili di Coppélia e La Sylphide, oltre ad essere un acclamato interprete dell'opera di Antony Tudor e Frederick Ashton. Continuò a danzare a livello internazionale come étoile ospite del Balletto Reale Svedese, per cui ballò anche il ruolo di Albrecht in Giselle. Dopo aver dato l'addio alle scene nel 1996, Johan Renvall si dedicò esclusivamente all'insegnamento e alla coreografia, un'attività a cui aveva cominciato a dedicarsi nel 1988.
Dichiaratamente omosessuale, era impegnato in una relazione con Tom Frueh al momento della sua morte, che lo colse nel 2015 all'età di cinquantacinque anni per insufficienza epatica.